# بخش مشکان (خوشاب)
بخش مشکان بخشی است که در شمال شهرستان خوشاب واقع شده است. این بخش در مهرماه ۱۳۸۹ تشکیل شد. جمعیت این بخش مطابق سرشماری ۱۳۹۵ برابر با ۱۰۰۱۲ نفر بوده است.

## تقسیمات کشوری
بخش مشکان (خوشاب)
- دهستان مشکان
- دهستان بام